# Inarizushi

L'inarizushi (稲荷寿司?) è una forma di sushi particolare in cui non è presente pesce crudo. Esso è infatti composto da polpette di riso rivestite di tofu fritto (aburaage).

## Storia
Le prime tracce storiche di tale pietanza le si ritrovano al periodo Edo.

## Preparazione
Solitamente viene fatto a pezzi del tofu in piccole strisce, poi il tutto fritto più volte arrivando ad una temperatura elevata, il prodotto così ottenuto (chiamato aburaage) viene usato per farcire il sushi.

## Varianti
Esistono alcune varianti a seconda del luogo di preparazione del cibo:
- Fukusa-zushi (帛紗寿司?)
- Chakin-zushi (茶巾寿司?), che ricordano di più un'omelette

Non deve essere confuso con l'inari-maki, che è un maki ripieno di tofu fritto aromatizzato.
Tale pietanza è diffusa in una versione molto diversa anche nelle Hawaii, dove è molto grande e più dolce, anche gli ingredienti sono diversi in quanto essa contiene anche dei pezzi di carota, il suo nome è cone sushi.

## Etimologia
Il nome di tale piatto è dovuto alla divinità della mitologia giapponese Inari, in quanto essa prediligeva il sapore del tofu fritto.